# Црвене бригаде
Црвене бригаде (ит: Brigate Rosse, BR) су комунистичко-терористичка оружана формација, формирана 1970. у Италији. Циљ им је био створити комунистичко друштво путем оружане борбе, терористичких напада и одвојити Италију од Западне Алијансе. Интензивно делују у Италији 1970-их и 1980-их година, а смањеним интензитетом све до данас, у почетку као оружано крило ширег левог покрета, а од средине 1970-их као терористичка организација.
Вршили су убиства и отмице припадника италијанских власти и богатих индустријалаца, од којих су најпознатија: убиство италијанског премијера Алда Мора 1978. године, отмица генерала САД Џејмса Дозијера 1981. године, а преузели су одговорност и за убиство Лимона Хунта из Синајских мултинационалних снага и посматрачке групе (Sinai Multinational Force and Observer Group), 1984. године.

## Увод
Италијански фашистички покрет је, уз подршку ЦИА која својом операцијом Гладио ради на рушењу утицаја Комунистичке партије Италије, почео са „стратегијом напетости," тј. серијом терористичких напада који је требало да зауставе талас студентских и радничких протеста који се ширио земљом и евентуално доведе до интервенције Италијанске државе против левичара и завођења ванредног стања. У почетку су фашисти деловали тајно, сваљујући кривицу на левичаре. Године 1969. су подметнули бомбе у осам возова, а исте године су покушали да дигну у ваздух једну основну школу у Трсту. Крајем 1969. су фашисти из Новог поретка (Ordine Nuovo) поставили бомбу на Тргу Фонтана у Милану и убили шеснаест а ранили око деведесет људи, што је био највећи послератни покољ, након чега власт хапси око преко 4.000. левичара и студентских активиста, од којих многи остају у затвору годинама након тога, а неки умиру под неразјашњеним околностима. 1970. у нападу на воз, је убијено шест, а рањено стотињак људи. Током свих ових напада, фашисти су тражили јачу владу и позивали на грађански рат против левичара.

## Настанак
Прва Црвена бригада је основана у Милану 1970. следећи марксистичко-лењинистичку идеологију, а убрзо долази до оснивања групе у Торину и тако постају Црвене бригаде. Циљ им је био одвојити Италију од западних алијанси, и то оружаном борбом, попут сличних оружаних левих група које су тада деловале, укључујући и Че Геварину герилу у Јужној Америци. Један од првих вођа био је Алберто Франческини (Alberto Franceschini), који је, попут већине чланова, дошао из радничких, лево оријентисаних породица.
На самом почетку свог постојања фокусирали су се на уништење екстремне деснице. Тада су изведени многи напади на фашистичке организације и њихове скупове. Као подршка синдикалцима и уопште радницима у штрајку, бригаде су предузеле низ акција уништавања власништва великих компанија као и саботаже производње. Деловали су највише на индустријски развијеном северу Италије. Мете су им углавном биле постројења ауто-индустрије. Прве су акције биле уништавање аутомобила шефова у фабрикама, а касније се кренуло са киднаповањем. Од краја 1971, из масовног насилног покрета издваја се група која покреће боље планиране и стратешки осмишљеније акције паравојног карактера. Такође, од тада почињу да бирају одређене појединце за своје мете.
Црвене бригаде су 1970-их имале око пет стотина активних чланова и велики број оних који су их подржавали. Активни чланови су били између 30-40 година старости и добијали су плату од 400 америчких долара, прикупљених пљачком банака (или експропријацијом капитала, како су они то звали), а њихове су везе с бригадом сезале још у 1960-те и доба студентских протеста. Међу новим је члановима било доста радника из Милана и Туринске регије. Велику подршку, иако не јавну, имали су и од Комунистичке партије Италије, нарочито од старих, ратних комуниста. Црвене бригаде су у овом периоду биле оружано крило великог друштвеног покрета који су чиниле леве партије, групе и синдикати.
Године 1974. издају саопштење за јавност у којем образлажу своје циљеве и методе борбе. Објашњавају своју намеру да ударају по државним симболима и структурама докле год је не униште, а са њом и читав систем који служи интересима крупног капитала. Почињу напади на функционере конзервативних и десних партија, а мете првог убиственог напада Црвених бригада били су активисти фашистичког Италијанског социјалног покрета у Падови.

## Деловање
Прва значајнија акција се догодила 1974. године, када су киднаповали Сосија, главног тужиоца Ђенове. Заменили су га за два ухваћена члана Црвених бригада, који на крају нису враћени, а тужилац који је зауставио њихово пуштање је убијен. Бригаде убрзо постају познате сваком Италијану после отмице гувернера области Рима, Ђенове и Венеције.
У овом периоду њихове акције се потпуно повлаче из фабрика. Више нису део протестног покрета, већ независна оружана група, потпуно илегална и тражена од државе. Претња Црвених бригада у Италији постаје огромна и свеприсутна, а својим резултатима засењује све остале терористичке активности у европским земљама.
Бригаде позивају раднике да се уједине у моћну Борбену комунистичку партију (што је био званичан назив Црвених бригада), истовремено подмећући бомбе и пуцајући на полицију. Усвајају тактику свакодневних напада на разне области деловања државе, и систематски нападају полицајце, карабињере и затворске чуваре. Циљ им је да се заплаши правосуђе, да не покреће судске процесе против револуционара. Политичка клима 1977. у Италији опет подсећа на 1968. Улице су препуне незадовољних студената (огорчених реформом школства и законима за младе), незапослених и недовољно плаћених радника. У таквој атмосфери Црвене бригаде регрутују још оперативаца за своју борбу. Милитантно језгро броји преко 500 особа, а група ужива велику подршку маса.

## Убиство Алда Мора
Године 1978. Црвене бригаде изводе акцију киднаповања, а затим и убиства Алда Мора. Алдо Моро је био премијер Италије из редова Демохришћанске партије, а бригаде су га отеле 16. марта када је шетао према Парламенту, убивши пет његових телохранитеља. У Парламенту је требало да се усвоји “историјски споразум” између демохришћана и Комунистичке партије Италије (КПИ), против чега су били сви радикални левичари. Моро је био председник Хришћанске демократске Партије, владајуће странке у Италији, и један од главних заговорника споразума. Комунисти су јавно осудили отмицу и то представља њихово дефинитивно прекидање било какве подршке акцијама Црвених бригада. 
Дана 18. марта бригаде су јавности послале слику Мора, назвавши га политичким затвореником, а његово киднаповање држањем у народном затвору. Дан касније пронађен је један од аутомобила којим је киднапован, а убрзо после полицијске истраге ухапшени су неки од вођа: Ренато Ћурћијо (Renato Curcio) и Алберто Франческини (Alberto Franceschini). Ћурћијева супруга Мара Цагол убијена је приликом хапшења јер је пружала оружани отпор. Иако су ухапшени водећи чланови, полиција није успела да потпуно провали и сломи организацију. Црвене бригаде су понудиле размену премијера Алда Мора за Рената Ћурћија и тринаест осталих чланова, којима је суђење требало скоро почети. Чак је и сам Моро писао Андреотију, који га је заменио када је отет, да направи размену и да главни циљ њихове политике треба да буде избегавање још непотребних жртава, али Андреоти је био чврст у одлуци да не преговара са терористима, коју није променио ни након више од месец дана молби Морове породице. Критичари кажу да није желео повратак премијера, јер се налазио на његовом упражњеном месту. Црвене бригаде су погубиле Алда Мора, 9. маја 1978. године, након 55 дана заточеништва, а његово беживотно тело су, веома симболично, оставили на пола пута између седишта демохришћана и КПИ.

## Епилог
После убиства Алда Мора држава је кренула у одлучан рат против тероризма, користећи сва расположива средства. Убиство популарног политичара изазвало је удаљавање многих интелектуалаца и јавних личности који су имали симпатија за делатност Црвених бригада. Јавна подршка је опала. Чак су и Ћурћио и Франческини из затвора осудили ову акцију и вођу Бригада Марија Моретија.
1980-их година, један од чланова Црвених бригада, Патрицио Пеци (који је касније убијен), је одао полицији приличну количину информација, након чега је уследио низ хапшења. Упркос томе, изведено је још неколико акција попут отмице судије Ђованија Дурса, а услов за његово пуштање је био да влада затвори један од најгорих затвора у Италији, Асинару.
Године 1984. деле се на две фракције, Борбену комунистичку партију и Унију борбених комуниста. Од 1989. године, након што их је већина затворена, активности су им знатно смањене. Ипак средином 1990-их је нападнута америчка база у Авиану.
До 1999. сматрало се да је домаћи тероризам у Италији побеђен, али, тада је аутор владине реформе закона о раду Масимо Дантон (Massimo D'Anton), убијен испред своје куће. На зиду изнад тела спрејом је било исписано Brigate Rosse. Издато је саопштење у којем се каже да ће тако проћи свако ко покуша да одузме права радничкој класи. Године 2001. убијен је још један владин саветник за питање рада, Марко Биађи. Крајем децембра 2003. италијанска полиција је у центру Рима, у подруму стамбене зграде, открила тајно складиште оружја које је припадало Црвеним бригадама.
Црвене Бригаде данас делују тек повремено, а претпоставља се да их нема више од педесетак.
1. ↑  Томић, Огњен (2018). „Отмица и убиство Алда Мора у листу Италијанске комунистичке партије L'Unita”. Универзитет у Београду; Филозофски факултет; Одељење за историју.